# Joe Poston
Joseph Poston (ook Doc Poston) (Alexandria (Louisiana), 31 december 1895 - Illinois, 31 mei 1942) was een Amerikaanse jazzsaxofonist (altsaxofoon) en klarinettist.

## Biografie
Poston speelde vanaf het midden van de jaren 20 bij Doc Cook en van 1928 tot 1930 in Jimmie Noone's Apex Club Orchestra. Hij was in dit sextet geen solist, zijn taak was constant de melodie achter Noone te spelen, ook bij diens klarinetsoli. Verder werkte hij op rivierboten bij Fate Marable. Opnames maakte hij in die tijd met Freddie Keppard (Cookie's Gingersnaps). In de jazz was hij tussen 1924 en 1930 betrokken bij 32 opnamesessies.